# Собачка Ятабе
Собачка Ятабе (Parablennius yatabei) — вид риб з родини Собачкові (Blenniidae), поширена на Далекому Сході Азії.

## Характеристика
Риби сягає 9,0 см довжини. Колір тіла надзвичайно мінливий. Спинних шипів 12 (загальна кількість); спинних м'яких променів (загалом) 16-18; анальних шипів 2; анальних м'яких променів 17-18. Зябра широко відкриті, мембрани з'єднані між собою, але лишені перешийка. Щелепи несуть нерухомі зуби та пару іклів ззаду. Надочні перисті вирости наявні переважно у самців.

## Ареал
Ареал охоплює північно-західну частину Тихого океану, вздовж узбережжя південної Японії та Кореї. Також відома біля берегів Тайваня і В'єтнаму. Біля узбережжя російського Приморського краю є рідкісним видом.

## Біологія
Морська океанодромна демерсальна риба помірних широт. Зустрічаються на скелястих прибережних мілинах. Живляться водоростями і детритом. Ікра демерсальна, клейка.

## Нерест
Нерест відбувається весною. Ікру відкладає у порожні мушлі мідій, на каміння і в пустоти в каміннях. Самці, как правило, охороняють кладку, до виходу з ікри личинок. Личинки та мальки нерідко зустрічаються також на відстані від берегів, мандруючи разом із острівками плавучою рослинності.